# Kostolná-Záriečie
Kostolná-Záriečie ist eine Gemeinde im Nordwesten der Slowakei mit 671 Einwohnern (Stand 31. Dezember 2024) und gehört zum Okres Trenčín, einem Teil des Trenčiansky kraj.

## Geographie
Die Gemeinde befindet sich im Süden der Tallandschaft Považské podolie. Der Bach Drietomica, der weiter flussabwärts in die Waag mündet, trennt die zwei Ortsteile voneinander. Das Ortszentrum liegt auf einer Höhe von 211 m n.m. und ist acht Kilometer von Trenčín entfernt.

## Geschichte
Die Gemeinde entstand 1952 durch Fusionierung der selbstständigen Orte Kostolná (deutsch Kostel, ungarisch Vágegyháza – bis 1907 Kosztolna) und Dolné Záriečie (bis 1927 slowakisch „Zárieč“; ungarisch Alsózáros – bis 1907 Zárjecs).
Die ersten Siedlungen gehen bis auf die Bronzezeit zurück. Nach der Gemarkung Hradište wird die Existenz einer Burgstätte vermutet, die aber mangels detaillierter Untersuchung noch nicht nachgewiesen werden konnte.
Der Ort selbst wurde zum ersten Mal 1318 als Dregma schriftlich erwähnt, der Bach bereits 1244, also kurz nach dem Mongoleneinfall. Dem Namen treu war der Ort damals mit der heutigen Gemeinde Drietoma eng verbunden und war nach spätmittelalterlichen Quellen der Unterort. Während der Oberort später den Namen Drietoma erhielt, war der Unterort bis zum 18. Jahrhundert als Kostolná Drietoma (1773) bekannt. Im späten 16. Jahrhundert löste sich der Ort Záriečie heraus. Während der heutige Ort Kostolná zum Bistum Neutra gehörte, war Záriečie Teil der Güter des Landadels, anfangs der Familie Zárjecs. In beiden Orten waren Landwirtschaft und Brennereien Haupteinnahmequellen.
1828 sind in Kostolná 22 Häuser und 219 Einwohner, in Dolné Záriečie 23 Häuser und 214 Häuser verzeichnet. Am 28. Oktober 1848 fand bei Kostolná im Zuge der Revolution von 1848/49 eine Schlacht zwischen den Honvéden und einem kaiserlichen Heer statt.
Von Januar 1944 bis August 1944 war in Kostolná ein Lager für 100 jüdische Zwangsarbeiter eingerichtet, die bei Regulierungsarbeiten im Fluss Waag eingesetzt wurden.

## Bevölkerung
| Jahr                | 1994 | 2004    | 2014    | 2024    |
| ------------------- | ---- | ------- | ------- | ------- |
| Anzahl der Personen | 662  | 645     | 658     | 671     |
| Unterschied         |      | −2,56 % | +2,01 % | +1,97 % |

| Jahr                | 2023 | 2024    |
| ------------------- | ---- | ------- |
| Anzahl der Personen | 672  | 671     |
| Unterschied         |      | −0,14 % |

Ergebnisse der Volkszählung 2001 (657 Einwohner):
| Nach Ethnie: - 99,70 % Slowaken - 0,30 % Tschechen | Nach Konfession: - 83,56 % römisch-katholisch - 9,44 % evangelisch - 5,18 % konfessionslos - 1,52 % keine Angabe |

## Bauwerke
- römisch-katholische Kirche in Kostolná im barocken Stil aus dem Jahr 1735
- klassizistisch gestaltetes Kloster aus dem 18. Jahrhundert, früher Sitz der Redemptoristen